# Bukkanodus
Bukkanodus jesseni — вид вимерлих лопатеперих риб ряду Onychodontiformes, що мешкали під час девонського періоду (Празький ярус, 411–407 млн років тому). Скам'янілі залишки були знайдені в Австралії на території штату Вікторія. Описаний у 2007 році Зеріною Йохансоном.